# الودية الحدرية (السويق)
الودية الحدرية منطقة سكنية تقع في ولاية السويق، التابعة لمحافظة شمال الباطنة في سلطنة عمان. يقدر عدد سكانها بـ 114 نسمة حسب إحصاء عام 2010 التابع للمركز الوطني للإحصاء والمعلومات الحكومي. رمز المنطقة هو 60630310.

## الوصلات الخارجية
- المركز الوطني للإحصاء والمعلومات، سلطنة عمان